# 13. januar
13. januar er dag 13 i året, i den gregorianske kalender. Der er 352 dage tilbage af året (353 i skudår).
- Hilarius' dag, opkaldt efter biskop Hilarius af Poitiers i Frankrig. Betegnes som den vestlige kirkes første salmedigter. Død år 357.

### Begivenheder
Født - Dødsfald
- 1559 - Dronning Elizabeth 1. af England bliver kronet
- 1736 - Konfirmationen bliver indført i Danmark.
- 1898 - Émile Zola offentliggør artiklen J'accuse, der betyder en genoptagelse af Dreyfus-affæren.
- 1930 - Den første Mickey Mouse tegneseriestribe offentliggøres to år efter musens debut på film.
- 1948 - En bekendtgørelse fra undervisningsministeriet ændrer følgende retskrivningsregler: Almindelige navneord skrives ikke længere med stort, "å" bruges i stedet for "aa", og datidsformerne "kunde", "skulde" og "vilde" skrives fremover "kunne", "skulle", "ville" ligesom navnemåden.
- 1968 - Arveprins Knuds søn, Ingolf, gifter sig borgerligt med isenkræmmer Terneys datter Inge fra Lyngby og mister dermed arveretten til den danske trone.
- 1976 - Forsvarsminister Orla Møller fastslår, at Christiania skal lukkes senest den 1. april samme år. (Det blev ikke til noget.)
- 1982 - Et amerikansk indenrigsfly styrter ned i Potomac-floden i Washington D.C.. 74 af de 79 om bord samt 4 på en bro over floden omkommer.
- 1985 - 418 bliver dræbt og 559 kvæstet ved en af de værste togulykker i verdenshistorien, da et eksprestog med flere tusinde passagerer kører af sporet ved byen Awash i Etiopien.
- 1988 - Det berømte hvide spir på Møns Klint, Sommerspiret, styrter i havet.
- 1990 - DSB's IC3-tog sættes i drift som lyntog.
- 1990 - En pogrom i Aserbajdsjans hovedstad Baku koster 132 armenere livet.
- 1990 - Douglas Wilder indsættes i staten Virginia som USA's første folkevalgte sorte guvernør.
- 1991 - 15 blev dræbt og over 100 såret, da sovjetiske tropper besætter TV-bygningen og andre strategiske bygninger i Litauens hovedstad Vilnius.
- 2001 - Verdens første gensplejsede abe kommer til verden skabt af amerikanske forskere.
- 2001 - Ved et jordskælv omkommer mere end 800 mennesker i El Salvador.
- 2012 - Krydstogtskibet Costa Concordia forliser ud for øen Giglio ved den Italienske vestkyst. 32 af de 4252 ombordværende omkommer.

### Født
- 1615 - Henrik Bjelke, dansk rigsadmiral (død 1683).
- 1808 - Jørgen Roed, dansk maler (død 1888).
- 1856 - Emil Piper, dansk politiker (død 1922).
- 1865 - Marie af Orleans, (død 1909) dansk prinsesse gift med Prins Valdemar.
- 1898 - Kaj Munk, dansk præst og forfatter (død 1944) - henrettet.
- 1913 - Egil Barfod, dansk politiker (død 1988).
- 1926 - Michael Bond, engelsk børnebogsforfatter (død 2017).
- 1929 - Villy Sørensen, dansk forfatter (død 2001).
- 1930 - Frances Sternhagen, amerikansk skuespiller (død 2023).
- 1931 - Chris Wiggins, canadisk skuespiller (død 2017).
- 1942 - Carol Cleveland, engelsk skuespillerinde.
- 1943 - Richard Moll, amerikansk skuespiller (død 2023).
- 1944 - Lene Adler Petersen, dansk billedkunstner.
- 1946 - Eero Koivistoinen, finsk saxofonist, komponist og dirigent.
- 1951 - Brita Wielopolska, dansk filminstruktør (død 2020).
- 1956 - Betty Glosted, dansk skuespiller.
- 1959 - Michael Gylling Nielsen, international aktivist, medstifter af Greenpeace i Danmark, Norge, USSR/Rusland og Ukraine.
- 1965 - Bill Bailey, britisk komiker, musiker og skuespiller.
- 1970 - Marco Pantani, italiensk cykelrytter (død 2004).
- 1973 - Line Gertsen, dansk journalist og tv-vært.
- 1977 - Orlando Bloom, engelsk skuespiller.

### Dødsfald
- 86 f.Kr. - Gaius Marius, romersk general og politiker (født 157 f.Kr.).
- 1642 - Sophie Hedwig af Braunschweig-Wolfenbüttel, grevinde af Nassau-Diez (født 1592).
- 1717 - Maria Sibylla Merian, tysk-hollandsk botaniker, entomolog og billedkunstner (født 1647).
- 1766 - Frederik 5., dansk konge (født 1723).
- 1843 - Louise Augusta af Danmark, (født 1771) datter af Christian 7. og Dronning Caroline Mathilde.
- 1864 - Stephen Foster, amerikansk komponist (født 1826).
- 1875 - Georg Christian Hilker, dansk dekorationsmaler (født 1807).
- 1929 - Wyatt Earp, amerikansk sherif og gambler (født 1848).
- 1941 - James Joyce, irsk forfatter (født 1882).
- 1988 - Chiang Ching-kuo, kinesisk præsident (født 1910).
- 1978 - Hubert Humphrey, amerikansk vicepræsident og senator (født 1911).
- 1981 - Finn Gundelach, dansk diplomat og EF-kommissær (født 1925).
- 1982 - Franklin Hansen, amerikansk lydingeniør (født 1897).
- 1983 - Otto Busch, dansk hockeyspiller (født 1904).
- 1984 - Fulvio Bernardini, italiensk fodboldspiller (født 1905).
- 2002 - Gregorio Fuentes, cubansk kaptajn (født 1897).
- 2007 - Michael Brecker, amerikansk jazzsaxofonist (født 1949).
- 2010 - Ed Thigpen, amerikansk jazztrommeslager (født 1930).
- 2011 - Ole Dorph-Jensen, dansk atlet (født 1918).
- 2012 - Rauf Denktaş, første præsident for Nordcypern (født 1924).
- 2017 - Antony Armstrong-Jones, britisk fotograf og adelsmand (født 1930).
- 2017     - Horacio Guarany, argentinsk sanger og forfatter (født 1925).
- 2017     - Olly van Abbe, nederlandsk kunstner (født 1935).
- 2019 - Poul Winckler, dansk fagforeningsmand (født 1939).
- 2020 - Tony Vejslev, dansk komponist, visesanger og overlærer (født 1926).
- 2021 - Siegfried Fischbacher, tysk-amerikansk tryllekunstner (født 1939).
- 2022 - Seppo Mattinen, finsk maler og grafiker (født 1930).

|  | Denne datoartikel kan blive bedre, hvis der indsættes et (bedre) billede Du kan hjælpe ved at afsøge Wikimedia Commons for et passende billede eller uploade et godt billede til Wikimedia Commons iht. de tilladte licenser og indsætte det i artiklen. |